# دوتشيو
دوتشيو دي بوننسقنا ولد بين عام 1255 - 1260 ميلادي، توفي في عام 1318 - 1319 ميلادي. هو رسام إيطالي نشط في مدينة سيينا، توسكانا في أواخر القرن ال13 وأوائل القرن ال14.قام برسم العديد من الأعمال في المباني الدينية والحكومية حول إيطاليا.يعتبر من أعظم الرسامين الإيطاليين في العصور الوسطى. ويعود له الفضل في إنشاء أنماط الرسم التريشنتو ومدرسة سينيس الإيطالية كما ساهم بشكل كبير في الطراز القوطي السينيسي.

## حياته[بحاجة لمصدر]
عُرف أنه ولد وتوفي في مدينة سيينا وكان نشاطه غالبا في محيط توسكانا أما التفاصيل الأخرى عن أول حياته وعائلته فلا تزال غير موثقة، ولم يثبت عن دوتشيو الكثير إلا أن ماوُثق عن حياته وأعماله يعتبر أكثر من أي رسام إيطالي في عصره
إحدى الطرق للكشف عن سيرة دوتشيو هي آثاره في الأرشيفات التي كانت مسجلة عندما كان مُدان وعليه غرامات، بعض السجلات ذكرت أنه كان متزوجا ولديه 7 أطفال، مما جعل المؤرخين يعتقدون أنه واجه صعوبة في إدارة حياته وماله، وبسبب ديونه فإن أسرة دوتشيو انفصلت عنه بعد موته، ومع ذلك فإن موهبته الفنية كافية لتغطي على افتقاره للتنظيم كمواطن، وأصبج مشهورا خلال حياته في القرن الرابع عشر دوتشيو أصبح من أفضل المشاهير في سيينا.
هناك طريقة أخرى للبحث في سيرة دوتشيو وهي تحليل الأعمال التي يمكن أن تُنسب إليه، يمكن جمع المعلومات عن طريق تحليل أسلوبه وتاريخ العمل وموقعه وغير ذلك، يتوقع العلماء بسبب الفراغات في سيرته إذ لم يذكر اسم دوتشيو في سجلات سيانس لسنوات أنه ربما سافر لباريس وأسيزي وروما.

## أعماله الفنية
على الرغم من أن دوتشيو كان نشطًا من عام 1268 إلى حوالي عام 1311، إلا أن ما يقرب من 13 من أعماله فقط هي ماتبقت حتى اليوم، واثنتان منهما هي التي عرفت تواريخها فقط، وكلاهما كانتا عملا عامّا:  
الأول «روتشيلا مادونا» (قاليريا ديلي فيزي) وكانت من تكليف شركة لوديزي في أبريل 1285.
والثاني«دي ماريا فيرجين» لمصلى في سانتا ماريا نوفيلا في فلورنسا، مذبح كاتدرائية سيينا عام 1308، والتي أكملها دوتشيو بحلول يونيو 1311.

### أسلوب فنه

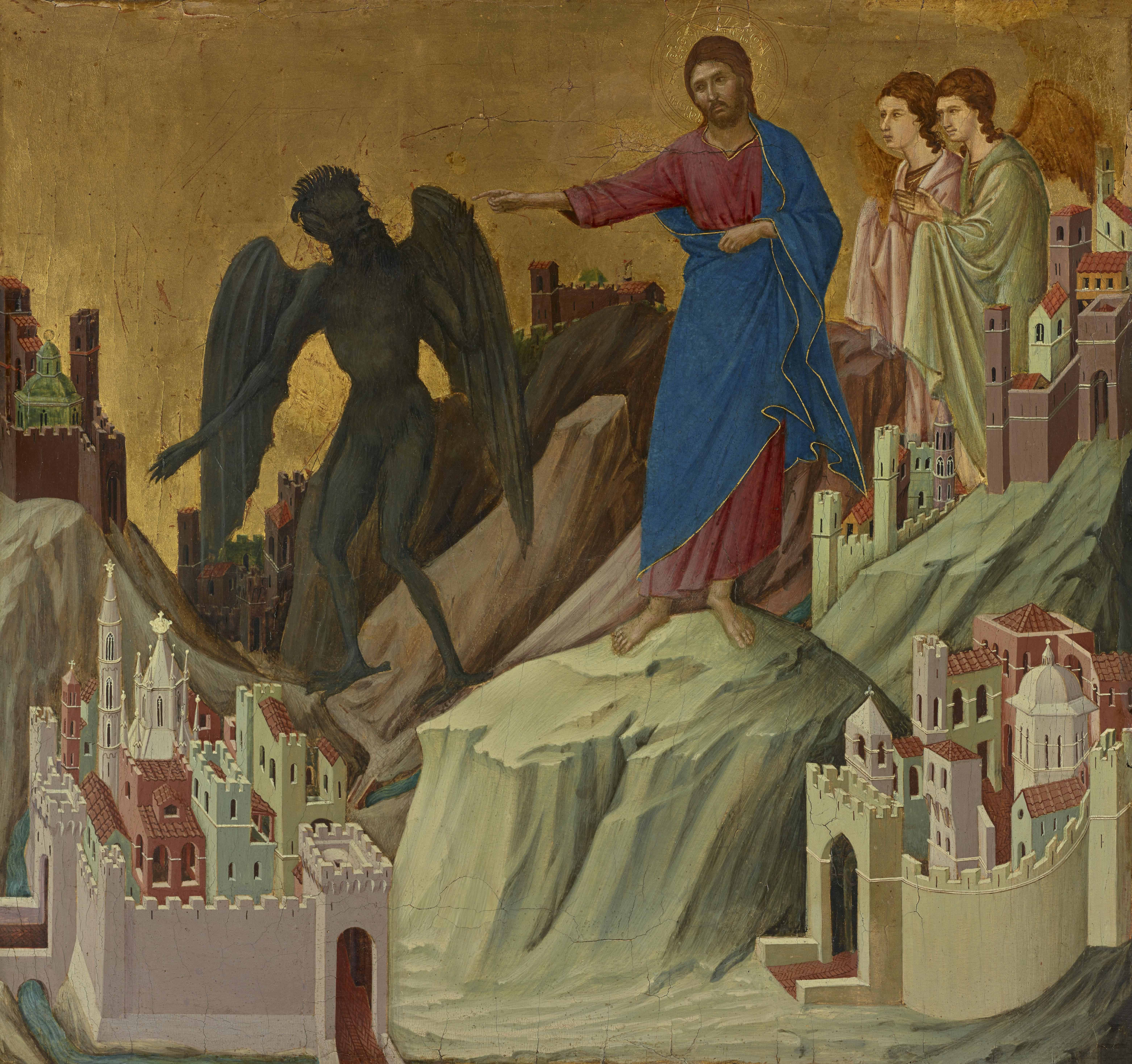
من قراءات الأحد الثاني ، من الصوم الكبير

أعمال دوتشيو المعروفة موجودة على لوح خشبي، مطلي في درجة حرارة البيض ومزين بورق الذهب. مختلفا عن  معاصروه وفنانيه من قبله، كان دوتشيو سيدًا في تمبرا وتمكن من التغلب على أقرانه، لا يوجد دليل واضح على أن دوتشيو رسم لوحات جدارية، كان أسلوب دوتشيو مشابهًا في بعض النواحي للفن البيزنطي، بخلفياته الذهبية ومشاهده الدينية المألوفة، ومع ذلك كانت مختلفة أيضًا وأكثر تجريبية، بدأ دوتشيو في تحطيم الخطوط الحادة للفن البيزنطي وتنعيم الأشكال، استخدم النمذجة (اللعب بألوان فاتحة وداكنة) لكشف الأشكال الموجودة تحتها، واستخدم الأقمشة الثقيلة، أصبحت اليدين والوجوه والقدمين أكثر تقريبًا وثلاثية الأبعاد، لوحات دوتشيو جذابة ودافئة بالألوان، تتميز رسوماته بنعومة تفاصيلها وأحيانا تكون مرصعة بالمجوهرات والأقمشة، وعرف أيضا بتنظيمه المعقد لمحيط الرسم فهو يرتب شخصياته بعناية وخاصة في “روتشيلا مادونا” سنة 1285 يستطيع المشاهد أن يرى كل هذه المميزات. [بحاجة لمصدر]
كما كان دوتشيو من أول من استخدم الرسم المعماري، فقد بدأ بالبحث والتحري العميق في الأمر، كما لديه اهتمام بالعاطفة التي لا نراها في الرسامين في الوقت الراهن، فالشخصيات يتفاعلون مع بعضهم بلطف، فلم تعد الرسمات مجرد مسيح وعذراء، بل أم وابنها في لوحاته كان متأثرا بالطبيعة والإلهام، إن شخصيات دوتشيو من عوالم أخرى، عالية، مكونة من ألوان جميلة، وشعر ناعم، ورشاقة، وأقمشة غير متوفرة في البشر العاديين، لقد أثر على العديد من الرسامين الآخرين، وأبرزهم سيمون مارتيني، والأخوين أمبروجيو وبيترو لورنزيتي.

## أتباع دوتشيو
لقد كان لدوتشيو تلاميذ كثر في حياته، حقيقة لا يُعرف إن كانوا تعلموا في ورشة أو فقط قلدوا أسلوبه، كثير من هؤلاء الرساميين مجهولين وتواصلهم مع دوتشيو  لم يتضح إلا من تحليل مجموعة من الأعمال ذات السمات المشابهة لرسم دوتشيو.
التلاميذ الأًوائل ونستطيع أن نقول عنهم التابعين من الجيل الأول، كانوا بين 1290 و 1320 ومنهم سيد البادية ايزولا، وسيد سيتا دي كاستيلو، وسيد الرنجة، وسيد النسخ في دي سانتي بادري، وسيد سان بولو في روسو.
مجموعة أخرى من التابعين يمكن أن يطلق عليهم الجيل الثاني، كانت نشطة بين حوالي 1300 و 1335، ويشمل مارك بونافنتورا، أوجولينو دي نيريو، سيد جوندي، سيد مونتي أوليفيتو وسيد مونتيروتوندو.
المجموعة الثالثة كانت بعد وفاته بعدة سنوات، وكان ذلك يعكس حقيقة تأثيررسوماته على سيينا وتوسكانا، رسامي الحقبة الثالثة كانوا نشيطين بين 1330 إلى 1350 ميلادي، تشمل أبناء سيجنا دي بونافينتورا ، أي نيكولو دي سيغنا وفرانشيسكو دي سيجنا، وتلميذ أوغولينو دي نيريو، تأثر بعض هؤلاء الفنانين بـدوتشيو وحده، لدرجة خلق تقارب بين أعمالهم وأعماله ومن بين هؤلاء، سيد باديا أ إيزولا، وأوغولينو دي نيريو، إلى جانب سيجنا دي بونافينتورا وأبناءهم، والبعض منهم تأثر به وبمدارس أخرى.

## رسوماته ولوحاته

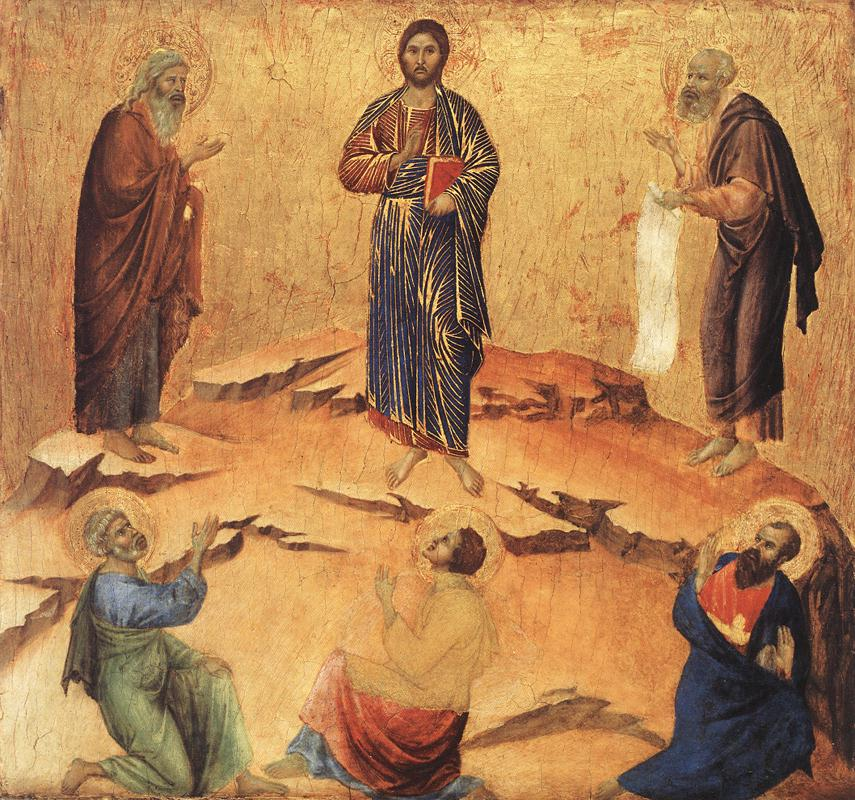
التجلي
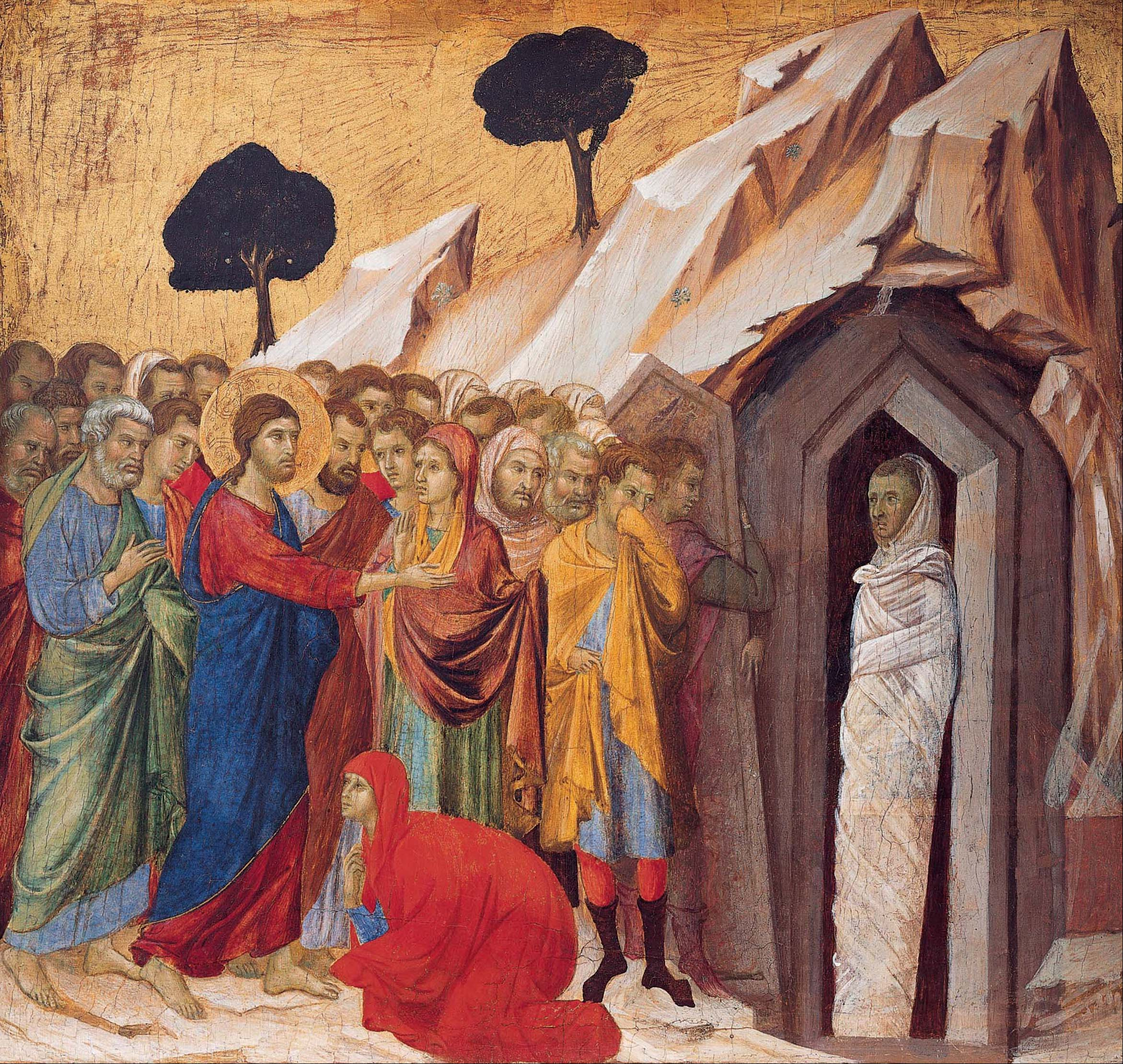
صعود لازوريس
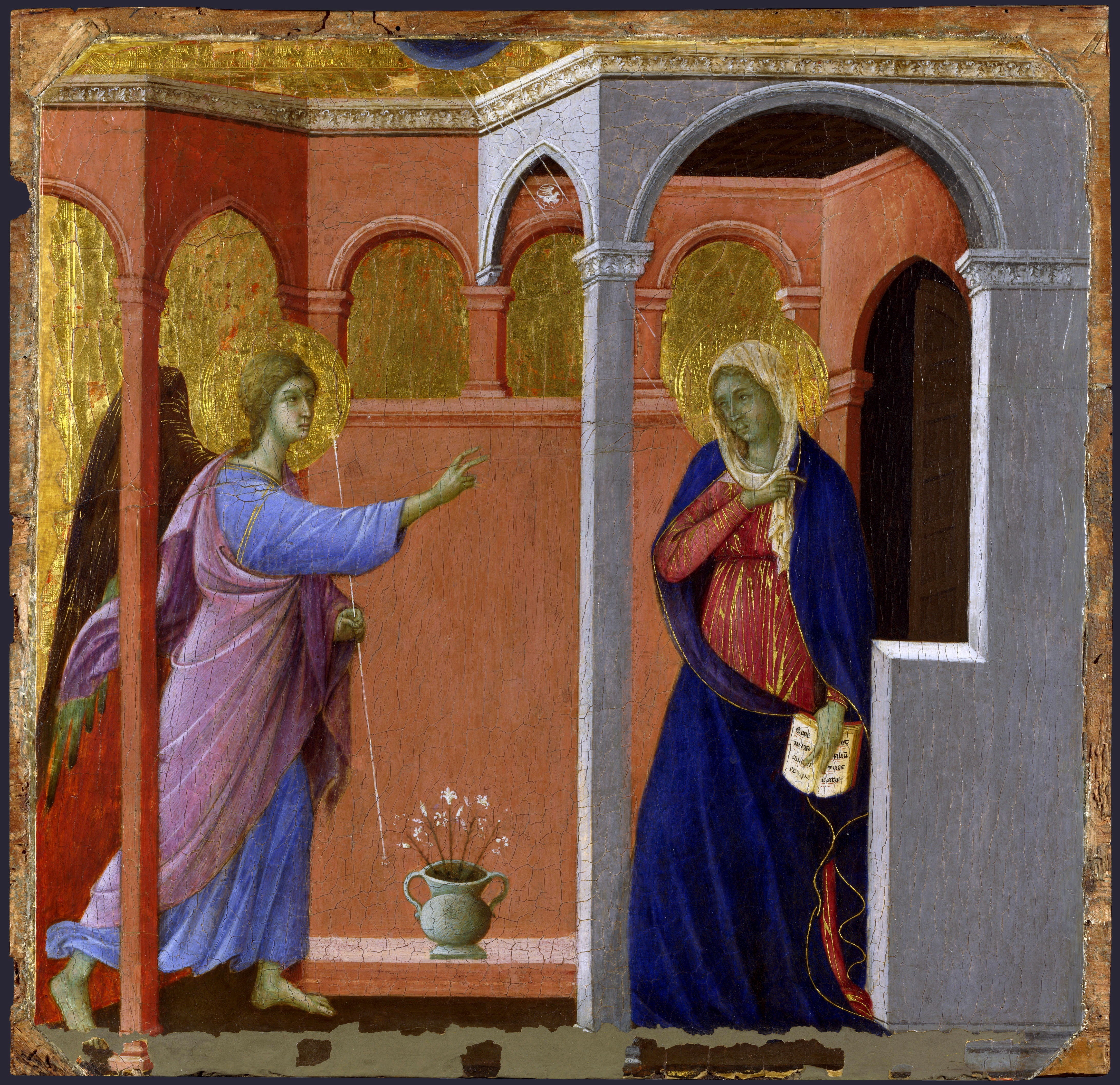
البشارة